# Ricardo Capriotti
Ricardo Tadeu Capriotti Sanches (São Paulo, 22 de outubro de 1966) é um jornalista esportivo, apresentador brasileiro e corredor de rua.
Atualmente, está associado ao Grupo Bandeirantes de Comunicação.

## Carreira
Iniciou sua carreira na Rádio Difusora Oeste de Osasco em 1983 como produtor e ficou nacionalmente conhecido ao se tornar âncora em programas na Rádio e TV Bandeirantes, passou também pela Rádio Antena 1, Rádio Gazeta, Canal 21 e Rede Record onde ficou de 2002 a 2009. A partir de 2008 passou a ter um projeto idealizado por ele na Rádio Bandeirantes durante as manhãs de domingo, o programa Fôlego, há mais de uma década no ar.

## Trabalhos

### Rádio
| Ano       | Título | Emissora                      | Cargo/Ocupação                    |
| --------- | --- | ----------------------------- | --------------------------------- |
| 2020      | Os Donos da Bola | Rádio Bandeirantes            | apresentador                      |
| 2020      | Fôlego | Rádio Bandeirantes            | apresentador                      |
| 2008-2019 | Fôlego | Rádio Bandeirantes            | apresentador                      |
| 2008-2019 | Esporte e Notícia                                                                                                   | Rádio Bandeirantes            | apresentador                      |
| 2008-2019 | Concentração | Rádio Bandeirantes            | apresentador                      |
| 2008-2019 | Terceiro Tempo | Rádio Bandeirantes            | apresentador                      |
| 2008-2019 | Rádio Livre | Rádio Bandeirantes            | apresentador                      |
| 1993-2002 | Domingo Esportivo                                                                                                   | Rádio Bandeirantes            | apresentador                      |
| 1993-2002 | Jogo Aberto | Rádio Bandeirantes            | apresentador                      |
| 1993-2002 | Esporte e Notícia                                                                                                   | Rádio Bandeirantes            | apresentador                      |
| 1993-2002 | Campeonatos Paulista Campeonatos Brasileiros Copas do Brasil Libertadores da América Copas do Mundo Jogos Olímpicos | Rádio Bandeirantes            | repórter                          |
| 1992-1993 | Campeonato Paulista Campeonato Brasileiro Libertadores da América                                                   | Rádio Gazeta                  | repórter                          |
| 1987-1993 | Programação musical                                                                                                 | Rádio Antena 1                | locutor                           |
| 1987-1993 | Programa (horário nobre)                                                                                            | Educadora FM (Campinas)       | apresentador                      |
| 1987-1993 | Programação esportiva                                                                                               | Rádio Cacique (Sorocaba)      | repórter                          |
| 1987-1993 | Programa popular | Rádio Cacique (Sorocaba)      | apresentador                      |
| 1983-1984 | Programação musical                                                                                                 | Rádio Difusora Oeste (Osasco) | assistente de produção e externas |

### Televisão
| Ano        | Título                                                               | Emissora          | Cargo/Ocupação        |
| ---------- | -------------------------------------------------------------------- | ----------------- | --------------------- |
| 2014-atual | Jogo Aberto                                                          | Rede Bandeirantes | comentarista          |
| 2014-atual | Terceiro Tempo                                                       | Rede Bandeirantes | comentarista          |
| 2010-2013  | Bandsports News 2ª edição                                            | BandSports        | apresentador e editor |
| 2010-2013  | Por Dentro da Bola                                                   | BandSports        | apresentador          |
| 2010-2013  | Tour de Bola                                                         | BandSports        | apresentador          |
| 2002-2009  | Cidade Alerta                                                        | Rede Record       | apresentador          |
| 2002-2009  | Fala Brasil                                                          | Rede Record       | apresentador          |
| 2002-2009  | Direitos Humanos                                                     | Rede Record       | apresentador          |
| 2002-2009  | Debate Bola                                                          | Rede Record       | apresentador          |
| 2002-2009  | Esporte Record News                                                  | Record News       | apresentador          |
| 2002-2009  | Campeonatos Paulista Campeonatos Brasileiros Liga Campeões da Europa | Rede Record       | comentarista          |
| 1996-1998  | Jogo Aberto                                                          | Canal 21          | apresentador e editor |

## Prêmios
Integra o Hall dos Notáveis do Troféu ACEESP (Associação dos Cronistas Esportivos do Estado de São Paulo), por chegar à conquista do Troféu em 10 ocasiões.
| Ano  | Prêmio                                                                     | Categoria             | Resultado | Ref.          |
| ---- | -------------------------------------------------------------------------- | --------------------- | --------- | ------------- |
| 1998 | Troféu ACEESP (Associação dos Cronistas Esportivos do Estado de São Paulo) | Apresentador de Rádio | Venceu    | [ 5 ]         |
| 2001 | Troféu ACEESP (Associação dos Cronistas Esportivos do Estado de São Paulo) | Apresentador de Rádio | Venceu    | [ 6 ]         |
| 2013 | Troféu ACEESP (Associação dos Cronistas Esportivos do Estado de São Paulo) | Apresentador de Rádio | Venceu    | [ 7 ]         |
| 2012 | Troféu ACEESP (Associação dos Cronistas Esportivos do Estado de São Paulo) | Apresentador de Rádio | Indicado  | [ 8 ]         |
| 2014 | Troféu ACEESP (Associação dos Cronistas Esportivos do Estado de São Paulo) | Apresentador de Rádio | Venceu    | [ 9 ]         |
| 2015 | Troféu ACEESP (Associação dos Cronistas Esportivos do Estado de São Paulo) | Apresentador de Rádio | Venceu    | [ 10 ]        |
| 2016 | Troféu ACEESP (Associação dos Cronistas Esportivos do Estado de São Paulo) | Apresentador de Rádio | Indicado  | [ 11 ]        |
| 2017 | Troféu ACEESP (Associação dos Cronistas Esportivos do Estado de São Paulo) | Apresentador de Rádio | Venceu    | [ 12 ]        |
| 2018 | Troféu ACEESP (Associação dos Cronistas Esportivos do Estado de São Paulo) | Apresentador de Rádio | Venceu    | [ 13 ] [ 14 ] |
| 2019 | Troféu ACEESP (Associação dos Cronistas Esportivos do Estado de São Paulo) | Apresentador de Rádio | Venceu    | [ 15 ] [ 16 ] |
| 2020 | Troféu ACEESP (Associação dos Cronistas Esportivos do Estado de São Paulo) | Apresentador de Rádio | Venceu    | [ 17 ]        |
| 2021 | Troféu ACEESP (Associação dos Cronistas Esportivos do Estado de São Paulo) | Apresentador de Rádio | Venceu    | [ 18 ]        |

### Honraria
Ricardo Capriotti foi presidente da Associação dos Cronistas Esportivos do Estado de São Paulo no período de 2007-2010.

## Corredor de rua
Em 1999, incorporou a corrida na sua rotina, após uma cirurgia de varizes. Sua especialidade são as corridas de longas distâncias ou corridas de fundo. Participou de algumas maratonas e de várias meias-maratonas e corridas de dez mil metros pelo mundo. Mas a maratona inesquecível, segundo o jornalista esportista foi à participação na Maratona de Nova York em 2016, onde realizou o percurso com sua esposa ao comemorar 25 anos de casamento e cinquenta anos de idade.

### CapriRun
É uma corrida de rua informal idealizada pelo jornalista esportista Capriotti que acontece desde 2014 no primeiro dia do ano. Os participantes percorrem cerca de dez quilômetros pelas ruas de São Paulo, com inicio na Avenida Paulista número novecentos.